# اورهان ولی
اورهان ولی کانیک (به ترکی استانبولی: Orhan Veli Kanık) در ۱۳ آوریل ۱۹۱۴ در استانبول متولد و در ۱۴ نوامبر ۱۹۵۰ در همان شهر درگذشت. او از شاعران ترک و از بنیادگذاران جریان شعر غریب ترکیه بود. در دانشکده ادبیات دانشگاه استانبول وارد رشته فلسفه شد ولی در سال ۱۹۳۵ از ادامهٔ تحصیل سرباز زد. محمدولی کانیک پدر اورهان ولی است که در کاخ ریاست جمهوری کلارینت‌نواز و رهبر ارکستر سازهای بادی بود. خواهر اورهان، فروزان یول‌یاپان می‌گوید: «من خواهر اورهان ولی هستم و این مهم‌ترین سرچشمهٔ غرور من است».

## مرگ
اورهان ولی شبی به یکی از چاله‌های شهرداری آنکارا که به منظور کابل کشی کنده شده بود می‌افتد و سر او زخمی و آسیب می‌بیند. روز بعد در خانهٔ دوستش صباح الدین در استانبول اقامت داشت که حال او بد شده و به بیمارستان انتقال می‌دهند؛ و همان روز در بیمارستان جراح‌پاشا در سال ۱۹۵۰ بر اثر خونریزی مغزی می‌میرد.

## آثار

### شعر
- غریب (بطور مشترک با ملیح جودت و اوکتای رفعت) - ۱۹۴۱
- تسلیم - ۱۹۴۵
- مثل داستان - ۱۹۴۶
- جدیدش - ۱۹۴۷
- مقابل - ۱۹۴۹
- دیوان اشعار - ۱۹۵۱

### ترجمه
- Bir Kapı Ya Açık Durmalı Ya Kapalı, Alfred de Musset - 1943
- Barbarine, Alfred de Musset - 1944
- Scapin'in Dolapları, Molière - 1944
- Versailles Tûluatı, Molière - 1944
- Sicilyalı Yahut Resimli Muhabbet, Molière - 1944
- Tartuffe, Molière - 1944
- Üç Hikâye, Nikolay Gogol - 1945
- Turcaret, Alain Rene Lesage - 1946
- Fransız Şiir Antolojisi, - 1947
- La Fontaine'in Masalları, La Fontaine - 1948
- Hamlet, William Shakespeare - 1949
- Venedik Taciri, William Shakespeare - 1949
- Saygılı Yosma. Jean-Paul Sartre - 1961
- Batıdan Şiirler - 1963
- Bütün Çeviri Şiirleri - 1982